# Bene Vagienna
Bene Vagienna ist eine italienische Gemeinde in der Provinz Cuneo in der Region Piemont und  ist Träger der Bandiera Arancione des TCI.

## Lage und Einwohner
Bene Vagienna liegt 35 km nordöstlich von der Provinzhauptstadt Cuneo entfernt. Das Gemeindegebiet umfasst eine Fläche von 48,97 km² und hat 3657 Einwohner (Stand 31. Dezember 2023). Bene Vagienna besteht aus den Fraktionen (Frazioni) Buretto, Gorra, Isola, Podio, Prà, Roncaglia, San Bernardo, San Luigi und Santo Stefano.
Die Nachbargemeinden sind Carrù, Fossano, Lequio Tanaro, Magliano Alpi, Narzole, Piozzo, Salmour und Trinità.

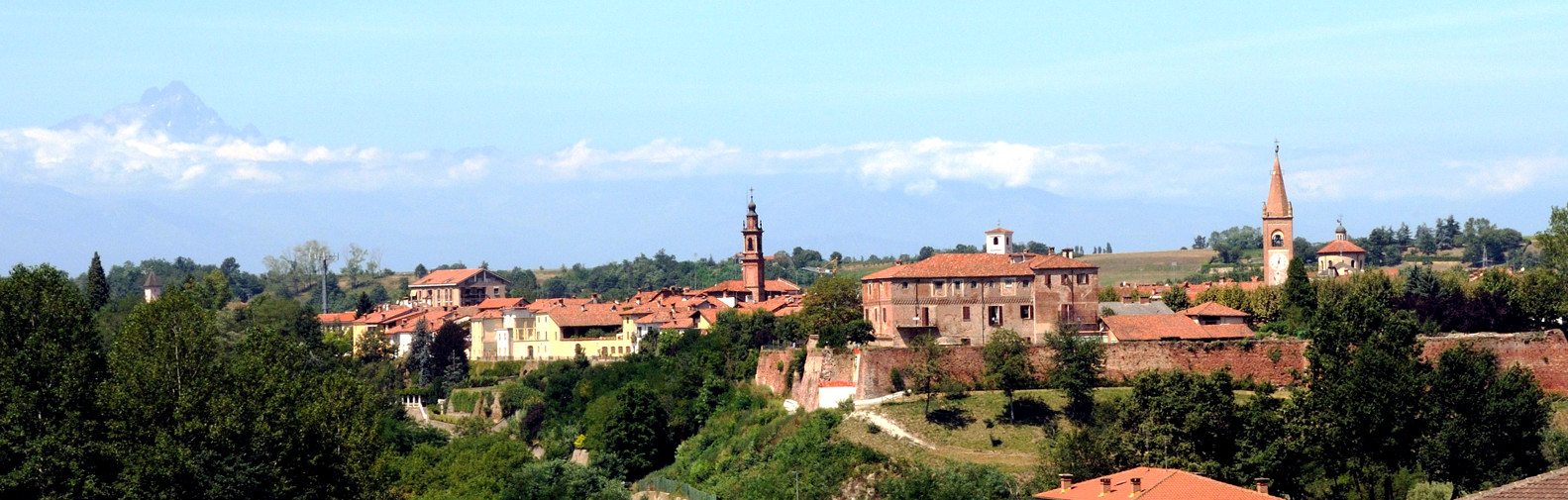
Panorama

## Geschichte

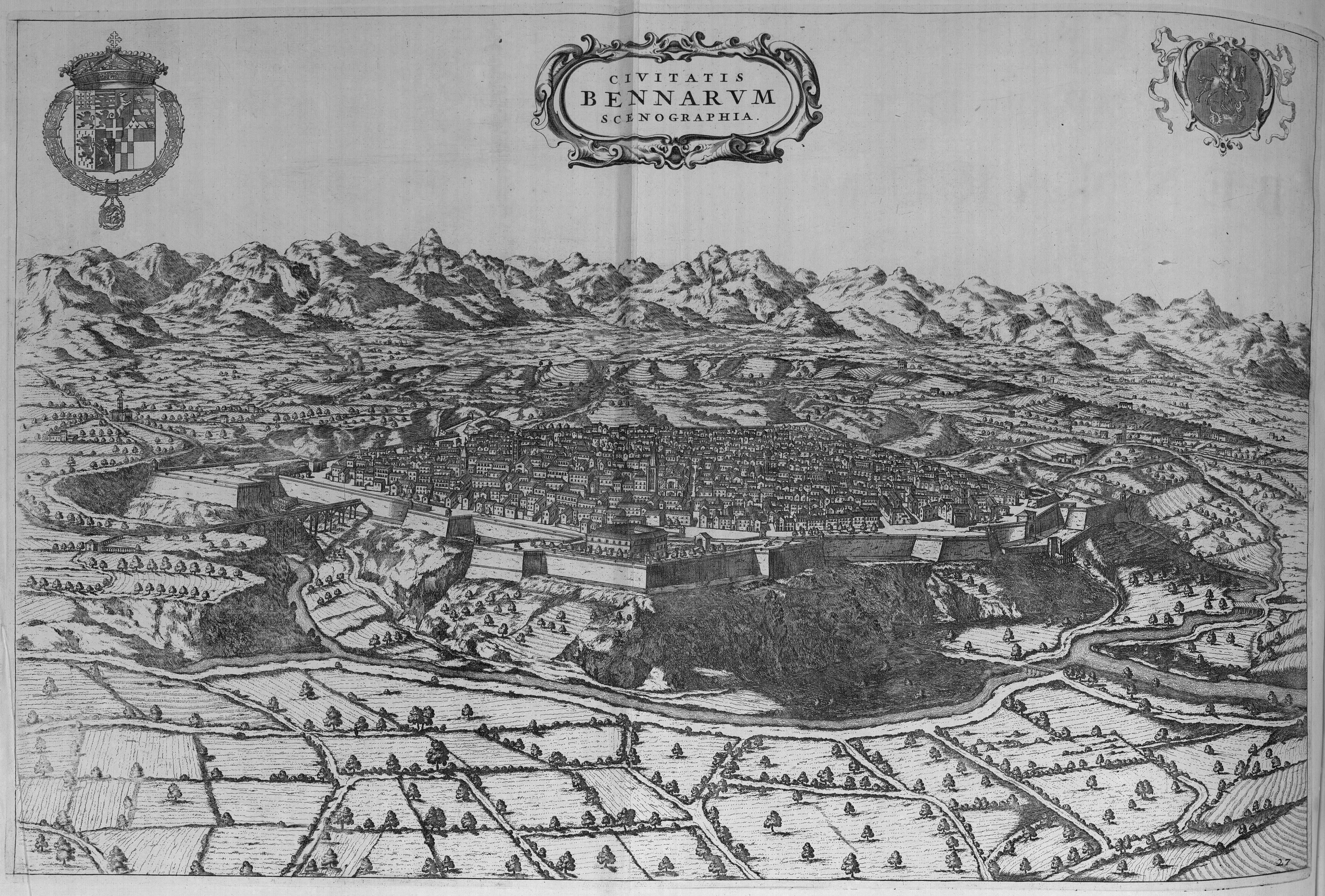
Bene Vagienna 1726

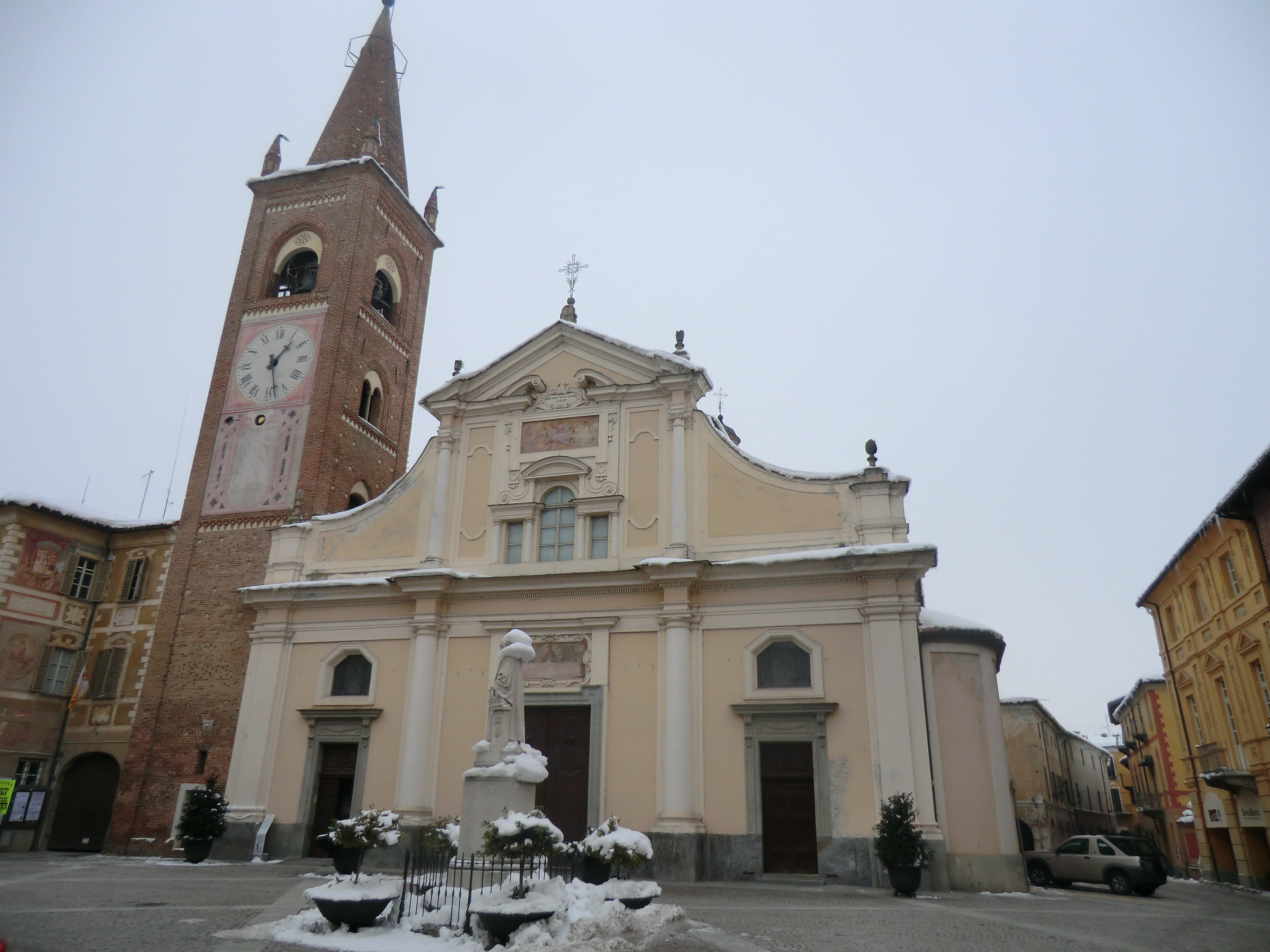
Kirche Santa Maria Assunta

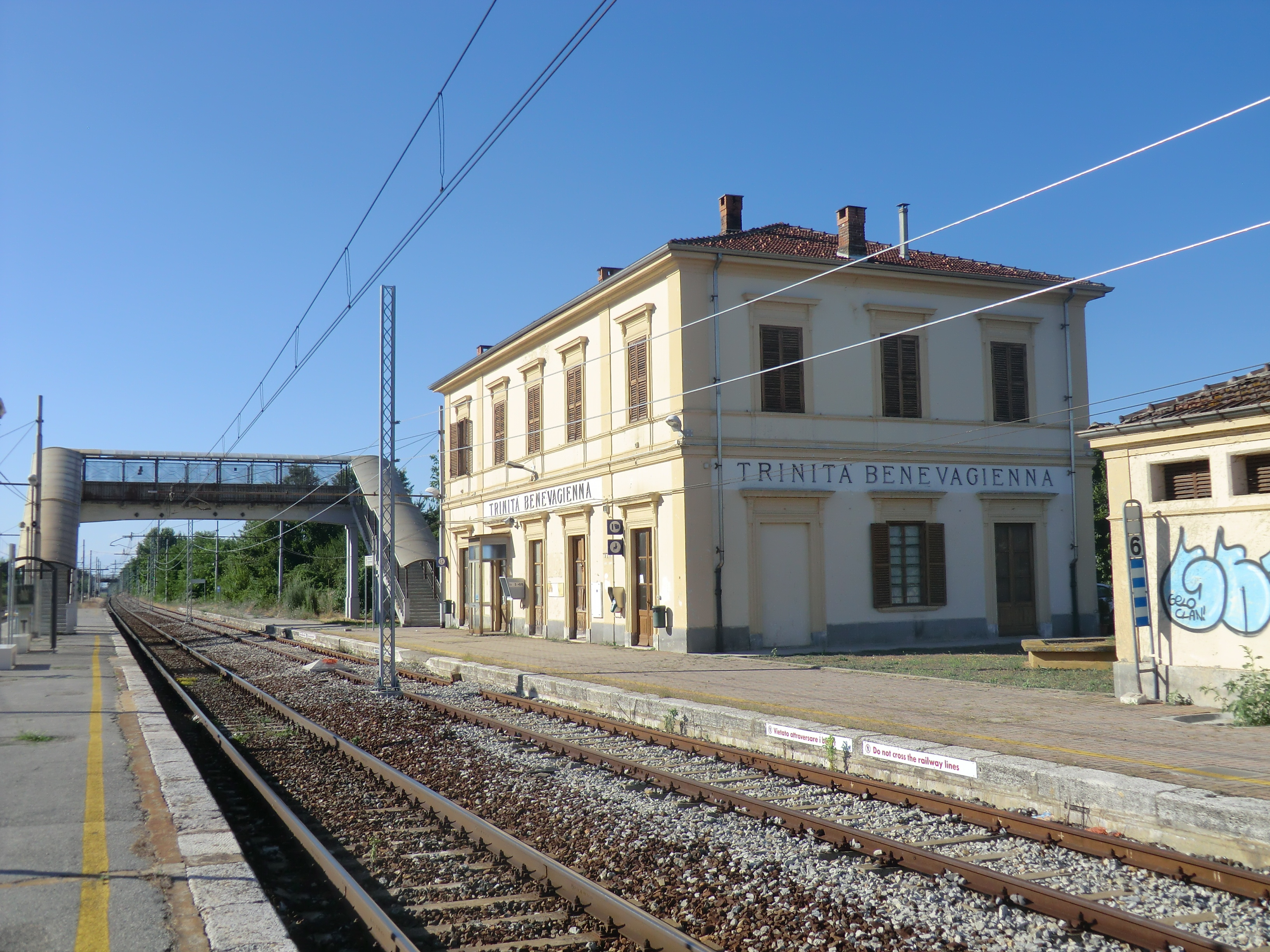
Bahnhof

Es wurde von den Bewohnern des antiken AUGUSTA BAGIENNORUM gegründet, nachdem dieses nicht weit entfernt gelegene Dorf zu Beginn des 5. Jahrhunderts n. Chr. von Alarich zerstört wurde. Der Ortsname, der in der zweiten Hälfte des 19. Jahrhunderts seine heutige Form annahm, bezieht sich auf das Volk der Bagienni oder Vagienni ligurischer Abstammung. Im Mittelalter wurde den Namen „Bajenne“, „Bagiennis“, „Bahennis“, „Baennis“, „Bennis“ und „Baenis“ die Angabe „Inferior“ hinzugefügt, die den Ort von einem anderen „Baenne“ (heute Beinette) unterschied. , Superior genannt, weil es höher gelegen ist. Als befestigter Ort und Lehen der Bischöfe von Asti gab es sich Ende des 13. Jahrhunderts eigene Statuten. Nachdem es sich Karl von Anjou unterworfen hatte, um den hegemonialen Zielen der Einwohner von Asti und Saluzzo zu entgehen, wurde es von Amedeo von Savoyen belagert und besetzt, der ihm verschiedene Privilegien gewährte.
Lange Zeit im Besitz der Familie Costa, kehrte es nach der Eroberung durch die Franzosen in den Herrschaftsbereich Savoyens zurück und wurde unter Herzog Emanuele Filiberto zu einer Festung von höchster Bedeutung. Von der Pest im Jahr 1600 verschont, wurde es im Dreißigjährigen Krieg erneut von den Franzosen belagert und in Brand gesteckt. Nachdem es sich rasch erholt hatte, wurde es in der zweiten Hälfte des 18. Jahrhunderts zum Fürstentum erhoben, an dessen Spitze Carlo Emanuele III. seinen Sohn, den Herzog von Chiablese, stellte, der ihm ein neues Gesicht verlieh und zahlreiche Gebäude im Barockstil errichten ließ. Nachdem es nach der napoleonischen Zeit in die Savoyer zurückgekehrt war, wurde es gegen Ende des 19. Jahrhunderts von einer Cholera-Epidemie und einem Erdbeben schwer heimgesucht.
Die weitere Geschichte ist die Geschichte Italiens. Unter den Denkmälern stechen besonders hervor, die Pfarrkirche Assunta aus dem 17. Jahrhundert, die zeitgenössische Kirche San Francesco, in der in der Adelskapelle der Costas eine Reliquie der seligen Paola aufbewahrt wird, die der Bruderschaften San Bernardino und Misericordia, das Oratorium der Heiligen Drei Könige, das Gemeindegebäude aus dem 18. Jahrhundert und die Magistratspaläste der Markgrafen von Villar, Giriodi di Monastero und Lucerna di Rorà.
Zusammen mit der Nachbargemeinde  Trinità hat Bene Vagienna seit 1933 einen Bahnhof an der Bahnstrecke Turin–Fossano–Savona. Das in Betrieb genommene System ersetzte die vorherige Station der Straßenbahn Fossano-Mondovì-Villanova, die 1939 endgültig abgeschafft wurde.

## Persönlichkeiten
- Luigi Oreglia di Santo Stefano (1828–1913), römisch-katholischer Geistlicher, Kardinaldekan
- Pietro Gazzera (1879–1953), General und Kriegsminister